# 哈桑·法帝
哈桑·法帝（Hassan Fathy，1900年3月23日—1989年），生於亞歷山大港，逝世於開羅，為埃及建築師。曾為開羅美術系的教授。
他最著名的是他的土造建築，以傳統的營造方式挖掘，最經濟的材料構築。
在1980年最為人知的是他是第一個優秀民生獎（Right Livelihood Awards）得主。

## 獎項
- 1978年-1980年 第一屆 阿卡汗獎終生成就
- 1980年第一位優秀民生獎得主
- 1980年巴爾桑獎(Balzan Preis)得主

## 連結
- 建築作品與照片
- 哈桑·法帝